# The Talk of the Town
The Talk of the Town (también conocida como El asunto del día) es una película estadounidense de 1942, enclavada entre los géneros dramático y cómico, dirigida por George Stevens y protagonizada por Cary Grant, Jean Arthur, Ronald Colman, Edgar Buchanan y Glenda Farrell. El guion fue adaptado por Dale Van Every, Irwin Shaw y Sidney Buchman a partir de una historia de Sidney Harmon. La película fue distribuida por Columbia Pictures. Esta fue la segunda vez que Grant y Arthur coincidieron en una película, tras Sólo los ángeles tienen alas (1939).
A menudo considerada como una comedia, la película es realmente un drama social aderezado con algunas escenas de comedia. Sin duda, es uno de los primeros ejemplos de este género, ya que la mayoría de las comedias no tienen un argumento tan fuerte y serio.

## Argumento
Leopold Dilg (Cary Grant), trabajador y activista político, es acusado de incendiar un molino y causar la muerte de un capataz en el fuego. En medio de su juicio, Dilg escapa de la cárcel y busca refugio en una casa propiedad de su excompañera de escuela Nora Shelley (Jean Arthur), ahora una maestra de escuela de la que ha estado enamorado durante años. Shelley tiene la casa alquilada durante el verano al distinguido profesor de derecho Michael Lightcap (Ronald Colman), quien planea escribir un libro. Tanto Lightcap como Dilg llegan a la casa con una diferencia de unos minutos el uno del otro.
Cuando Dilg es descubierto por Lightcap, Shelley lo hace pasar por su jardinero. Lightcap y Dilg disfrutan teniendo animadas discusiones sobre la ley, argumentando Lightcap desde un punto de vista académico, mientras que Dilg se apoya a un enfoque más práctico. Como resultado, se convierten en buenos amigos, aunque al mismo tiempo también se convierten en rivales románticos, ya que Lightcap acaba enamorado de Nora.
Como resultado de la presión de Shelley y del abogado de Dilg, Lightcap empieza a sospechar y, a pesar de su renuencia inicial, comienza a investigar más el caso contra Dilg. Conoce a la novia de la supuesta víctima de asesinato y descubre que el ex capataz aún vive y se esconde en Boston. Shelley, Lightcap y Dilg van a Boston y lo encuentran, lo traen de regreso a Lochester y lo obligan a admitir su culpa y la del propietario del molino.
Mientras los tres discuten sobre si llamar a la policía, el capataz los toma por sorpresa y escapa. Dilg es sometido a juicio mientras la ira de la ciudad hacia él se aviva en una turba desenfrenada. Lightcap saca un arma de la cabaña y busca al capataz, que se esconde en el armario de Bush, obligándolo a ir al juzgado justo cuando la muchedumbre irrumpe para linchar a Dilg.
Disparando el revólver para llamar la atención, Lightcap anuncia que el capataz supuestamente muerto ahora está presente. Luego da un discurso apasionado a la muchedumbre sobre la importancia de la ley, tanto en principio como en la práctica. A su debido tiempo, el capataz y el propietario del molino son condenados y Dilg es liberado.
Poco después, Lightcap es nombrado para el Tribunal Supremo. Shelley lo visita en sus habitaciones y él le dice que su sueño de los últimos 20 años se ha realizado. Con más felicidad de la que un hombre podría desear, dice que lo único que le queda es ver a sus amigos igualmente felices, y sugiere que Shelley se case con Dilg.
Mientras que Dilg y Shelley asisten a la corte en el primer juicio de Lightcap como juez asociado, Dilg interpreta una mirada cariñosa compartida entre Lightcap y Shelley como una señal de que ha elegido casarse con Lightcap. Dilg sale de la sala de audiencia abruptamente. Cuando Shelley sigue a Dilg, él la rechaza con creciente frustración. Shelley finalmente lo besa apasionadamente y, al darse cuenta de que realmente lo ha elegido, Dilg toma a Shelley de la mano para regresar a su ciudad natal juntos.

## Reparto
- Cary Grant como Leopold Dilg - Joseph.
- Jean Arthur como Nora Shelley.
- Ronald Colman como Profesor Michael Lightcap.
- Edgar Buchanan como Sam Yates.
- Glenda Farrell como Regina Bush.
- Charles Dingle como Andrew Holmes.
- Emma Dunn como Mrs. Shelley
- Rex Ingram como Tilney.
- Leonid Kinskey como Jan Pulaski.
- Tom Tyler como Clyde Bracken.
- Don Beddoe como Jefe de policía.

## Producción
La producción de The Talk of the Town comenzó con el título de "Mr. Twilight", pero Cary Grant insistió en que se cambiara, sospechando que si la película parecía ser sobre un solo personaje masculino, entonces Colman, que tenía el mejor papel, le robaría el protagonismo. El título The Talk of the Town fue registrado por los Universal Studios, y Columbia tuvo que darles los derechos para usar Sin Town a cambio. La película ahora se considera un clásico.
Otros posibles títulos que se estudiaron fueron "Three's a Crowd", "The Gentlemen Misbehave", "Justice Winks an Eye", "In Love with You", "You're Wonderful", "A Local Affair", "The Woman's Touch", "Morning for Angels", "Scandal in Lochester", "The Lochester Affair", e incluso "Nothing Ever Happens".
La fotografía principal, originalmente pensada para empezar el 17 de enero de 1942, se retrasó cuando se recibió la noticia de la muerte de Carole Lombard en un accidente de avión tras haber recaudado 2 millones de dólares en bonos de guerra en el medio-oeste. Stevens, quien había dirigido a Lombard en una película en 1940, Vigil in the Night, paró el trabajo en el estudio y envió al equipo de trabajo y al reparto de vuelta a casa. 
El papel del ayuda de cámara de Colman, interpretado por Rex Ingram, fue en su momento un raro ejemplo de una parte no estereotipada para un actor afroamericano. También inusual fue la presencia de dos actores principales: en este punto de sus carreras, tanto Grant como Colman estaban acostumbrados a tener ese rol para ellos solos. La situación se refleja en la trama, ya que la audiencia se mantienen expectativa intentando adivinar hasta el final con qué personaje elegiría Arthur casarse. Stevens filmó ambos finales, dejando esta elección a los visionados previos al estreno oficial.

## Recepción

### Evaluaciones de la crítica
De acuerdo a la opinión de Bosley Crowther, "el propósito esencial de este cuento es entretener con algunos dilemas astutos, y eso lo hace bien"; dijo del guion que era "inteligente y animado." De acuerdo a la revista Variety, "la transición de película seria o melodramática a los golpes de humor y felicidad es a veces un poco incómodo, pero en general es una sólida comedia escapista."

### Premios de la Academia
Nominaciones
- Mejor película: Columbia
- Mejor argumento: Sidney Harmon
- Mejor guion: Irwin Shaw, Sidney Buchman
- Mejor dirección de arte (Blanco y negro): Dirección de arte: Lionel Banks, Rudolph Sternad; Decorados: Fay Babcock
- Mejor fotografía (Blanco y negro): Ted Tetzlaff
- Mejor montaje: Otto Meyer
- Mejor banda sonora - Drama o Comedia: Frederick Hollander, Morris Stoloff

El guionista Sidney Buchman (quien escribió el guion junto a Irwin Shaw) fue puesto en la lista negra durante los años 50. En consecuencia, Buchman, uno de los hombres que escribió Mr. Smith Goes to Washington (1939), dejó los Estados Unidos y comenzó a trabajar en la división europea de Fox. Buchman permanecería en Francia hasta su muerte en 1975.